# Dan Waern
Dan Waern (Dan John Rune Waern; * 17. Januar 1933 in Sköldinge, Gemeinde Katrineholm) ist ein ehemaliger schwedischer Mittelstreckenläufer. Er wurde 1958 Vizeeuropameister im 1500-Meter-Lauf.

## Karriere

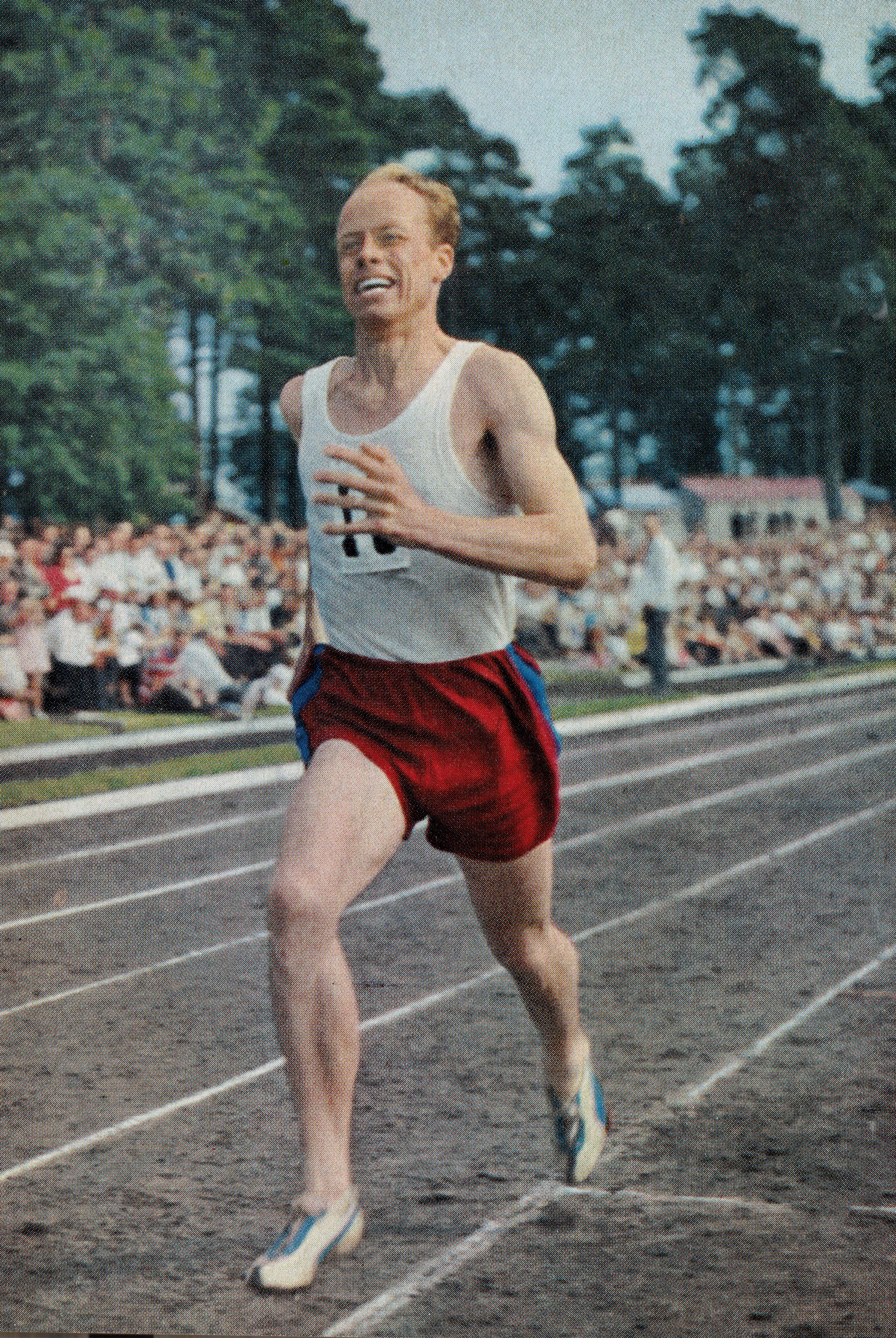
Dan Waern (etwa 1960)

Bei den Olympischen Spielen 1956 in Melbourne schied Waern im Vorlauf über 1500 Meter aus.
Am 11. Juli 1957 trat er im finnischen Turku als Tempomacher bei einem Weltrekordversuch über 1500 Meter an. In diesem Rennen blieb er selber letztlich mit 3:40,8 Minuten um zwei Zehntelsekunden über dem bisherigen Weltrekord des Ungarn István Rózsavölgyi; drei finnische Läufer Olavi Salsola, Olavi Salonen und Olavi Vuorisalo blieben unter dem Weltrekord. Salsola und Salonen hielten nach diesem Rennen mit 3:40,2 Minuten gemeinsam den Weltrekord, allerdings nur für einen Tag, da Stanislav Jungwirth aus der ČSSR tags darauf 3:38,1 Minuten lief (siehe auch 1500-Meter-Weltrekordlauf von Turku 1957). Dan Waern belegte hinter Jungwirth und den drei Finnen den fünften Platz der Weltjahresbestenliste 1957. Im Meilenlauf lief Waern 1957 als erster Schwede unter vier Minuten und belegte zum Jahresende den zweiten Platz der Weltbestenliste hinter dem Briten Derek Ibbotson. Für diese Leistung wurde Waern 1957 mit der Svenska-Dagbladet-Goldmedaille ausgezeichnet.
Bei den Europameisterschaften 1958 in Stockholm gewann Vuorisalo den ersten und schnellsten Vorlauf in 3:40,8 Minuten vor dem Briten Brian Hewson und Rózsavölgyi. Den zweiten Vorlauf gewann der irische Olympiasieger Ron Delany vor Salsola, Waern setzte sich im dritten Vorlauf und Jungwirth im vierten Vorlauf durch. Im Finale am 24. August spielten dann Salsola (Platz 12) und Jungwirth (Platz 8) keine Rolle. Waern sorgte für ein recht hohes Tempo und eingangs der letzten Runde setzte er sich mit Vuorisalo leicht vom Feld ab, Rózsavölgyi führte das übrige Feld an und sorgte dafür, dass sich die beiden führenden nicht entscheidend lösen konnten. Auf der Zielgeraden hielt Waern sein Tempo, Vuorisalo konnte nicht folgen und aus dem Feld spurteten Hewson und Delany nach vorn. Hewson gewann letztlich in 3:41,9 Minuten vor Dan Waern in 3:42,1 Minuten, dahinter lagen Delany, Rózsavölgyi und Vuorisola. Am 28. August sollte beim Sportfest in Göteborg dann die große Revanche für das Europameisterschaftsfinale stattfinden. Dominiert wurde das Rennen allerdings von einem Nichteuropäer, dem Australier Herb Elliott, der in 3:36,0 Minuten den Weltrekord von Jungwirth um mehr als zwei Sekunden verbesserte. Hinter Elliott liefen auch Jungwirth und der Neuseeländer Murray Halberg unter 3:40 Minuten. Waern wurde in diesem Lauf in 3:40,9 Minuten Fünfter hinter Rózsavölgyi. Am 19. September 1958 startete Waern in Turku über 1000 Meter. In 2:18,1 Minuten verbesserte er den Weltrekord von Rózsavölgyi um neun Zehntelsekunden.
In der Saison 1959 startete Waern in einem Monat in sechzehn schnellen Rennen. Am 10. August unterbot Waern in Gävle den 1000-Meter-Weltrekord um eine Zehntelsekunde, diese Zeit wurde aber nicht als Weltrekord eingereicht. Am 21. August 1959 trat Waern im schwedischen Karlstad erneut zu einem 1000-Meter-Lauf an, sein Gegner war der belgische 800-Meter-Weltrekordler Roger Moens. Waerns 800-Zeter-Zwischenzeit war mit 1:50,0 Minuten eine Sekunde schneller als bei seinem Weltrekord 1958, ins Ziel kam er in 2:17,8 Minuten. Bei seinem zweiten Weltrekord hatte er über eine Sekunde Vorsprung auf den zweitplatzierten Moens.
Bei den Olympischen Spielen 1960 in Rom war der ungeschlagene Herb Elliott klarer Favorit. Er gewann den ersten Vorlauf sicher vor Rózsavölgyi. Den zweiten Vorlauf gewann der Franzose Michel Bernard. Im dritten Vorlauf setzte sich Waern vor dem Franzosen Michel Jazy durch. Im Finale am 6. September 1960 sorgten Bernard und Waern für ein hohes Tempo und führten bis zur 800-Meter-Marke. Dann übernahm Elliott die Spitze und setzte sich deutlich vom übrigen Feld ab. In der Weltrekordzeit von 3:35,6 Minuten hatte er im Ziel rund 20 Meter Vorsprung auf Michel Jazy. Weitere fünf Meter dahinter gewann Rózsavölgyi Bronze vor Dan Waern, der in 3:40,0 Minuten Vierter wurde.
In der Saison 1961 lief Waern erneut schnelle Zeiten. Er verbesserte seine Bestleistung im 800-Meter-Lauf und war mit 2:20,0 Minuten Weltjahresbester über 1000 Meter. Am Ende der Saison erklärte er, dass er nicht mehr die Amateurvorschriften erfülle und beendete offiziell seine Karriere.
Als Tempoläufer stellte er während seiner Karriere 21 schwedische Landesrekorde aufgestellt. Er startete sehr häufig und sorgte, wo immer er antrat, für ein schnelles Rennen.
Dan Waern ist 1,82 m groß und wog in seiner aktiven Zeit 66 kg.

## Bestzeiten
- 800 m: 1:47,5 min, 1961
- 1000 m: 2:17,8 min, 1959
- 1500 m: 3:38,6 min, 1960
- 1 Meile: 3:58,5 min, 1957
- 2000 m: 5:05,6 min
- 3000 m: 7:59,6 min